# Butters (Carolina do Norte)
Butters é uma Região censo-designada localizada no estado norte-americano de Carolina do Norte, no Condado de Bladen.

## Demografia
Segundo o censo norte-americano de 2000, a sua população era de 261 habitantes.

## Geografia
De acordo com o United States Census Bureau tem uma área de 
3,4 km², dos quais 3,4 km² cobertos por terra e 0,0 km² cobertos por água.

## Localidades na vizinhança
O diagrama seguinte representa as localidades num raio de 20 km ao redor de Butters. 